# Chiara Zanni
Chiara Ashley Zanni nació el 19 de julio de 1978. Es actriz. Ella también es conocida como Amy Ryan en la serie de televisión About a Girl, donde interpreta a una mujer de veinte años de edad, y también como la voz de Hakudoushi en Inuyasha y de mimi. Comenzó su carrera a la edad de ocho años, cuando fue elegida como la "Puppy Pokey poco" en una caricatura llamada Little Golden Bookland, también ha actuado en películas de X-Men, 40 días y 40 noches, Come l'América, En la tierra de la Mujer, y Good Luck Chuck.

## Trabajos

### Voz
- Smallville (2009) - Nurse
- Stargate Atlantis (2006) - Melena
- Night Visions (2002) - Gail
- The SoulTaker (2001) - Girl in clutches, Kasumi
- Storm Hawks - Piper/ Princess Perry
- Ōban Star-Racers - Eva/Molly
- InuYasha - Yura of the Hair, Akago (the Infant), Hakudoshi
- Hamtaro - Hamtaro
- Cyborg 009 - Young Joe Shimamura (2001 series)
- Boys Over Flowers - Yuriko Asai
- X-Men: Evolution - Jubilee
- Barbie: Fairytopia - Dahlia/Pixie #3
- PollyWorld - Shani
- Barbie Mariposa
- Ark - Amarinth
- Kid vs. Kat - Fiona
- My Little Pony Friendship is Magic - A.K. Yearling/Daring Do
- Barbie: Campamento De Princesas
- Hulk: Where Monsters Dwell - Nina Price/Vampiresa de Noche

### Filmografía
- 40 Days and 40 Nights (2002) - Monja
- X-Men 2 (2003) - Guia de Tour de la Casa Blanca
- Good Luck Chuck (2007) - Novia